# Видаль, Давид
Давид Видаль Томе (исп. David Vidal Tomé; род. 2 августа 1950) — испанский футболист и тренер. В бытность игроком выступал на позиции центрального защитника.

## Карьера
Видаль родился в галисийском местечке Пуэрто-дель-Сон (провинция Ла-Корунья). У него выдалась не самая выдающаяся карьера футболиста. Видаль никогда не играл в Ла Лиге, а в Сегунде он провёл всего 15 матчей: 9 за «Депортиво Ла-Корунья» в сезоне 1973/1974 и 6 за «Кадис» в сезоне 1974/1975.
Видаль начал свою тренерскую карьеру в «Кадисе», работая с его молодёжью. Затем он перешёл на должность помощника главного тренера клуба и, наконец, сам возглавил «Кадис» после седьмого тура Ла Лиги 1988/1989. Команда в это время занимала последнее место, но под его началом сумела сохранить место в элите испанского футбола. В следующем сезоне «Кадис» дошёл до полуфинала Кубка Испании, где уступил мадридскому «Реалу». В чемпионате же он выдал серию из семи поражений подряд и оказался в зоне вылета. Видаль оставил свой пост после 29-го тура, а команда в итоге сумела остаться в Ла Лиге. В период его работы в «Кадисе» в команде играл, возможно, самый выдающийся футболист в её истории — сальвадорский нападающий Махико Гонсалес. Видаль однажды про него сказал, что технически он был лучше Марадоны.
Следующие два с половиной сезона Видаль провёл в Ла Лиге со скромным «Логроньесом», который при нём уверенно держался среди середняков элиты. А в сезоне 1990/1991 команда даже некоторое время занимала второе место. Подопечные Видаля успели также за это время дважды со счётом 1:0 обыграть дома мадридский «Реал». В феврале 1994 года он возглавил боровшийся за выживание в Ла Лиге «Райо Вальекано», однако он не сумел спасти его от вылета. Мадридцы в переходных играх уступили «Компостеле». С 1994 по 2011 год Видаль работал исключительно с командами испанской Сегунды: «Вильярреалом», «Эркулесом», «Компостелой», «Мурсией», «Лас-Пальмасом», «Леридой», «Эльче» и «Альбасете».
В феврале 2002 года Видаль возглавил боровшуюся за выживание в Сегунде «Мурсию», которой в итоге удалось спастись. А в следующем сезоне он привёл команду к победе в чемпионате и выходу в Ла Лигу.
12 января 2007 года Видаль был назначен главным тренером «Эльче» после увольнения Луиса Гарсии. 12 октября следующего года, после ничьи с «Сельтой», когда «Эльче» набрал всего два очка в семи матчах, Видаль был уволен после встречи с советом директоров. Его помощник, бывший игрок Испании и «Депортиво Ла-Коруньи» Клаудио Барраган был назначен временным главным тренером команды.
17 марта 2010 года клуб «Альбасете» объявил о том, что Видаль заменит Хулиана Рубио на посту его главного тренера до конца сезона 2009/2010. После того, как Видаль помог команде избежать вылета из Сегунды, приведя её к 15-му месту, он оставил свой пост.
Видаль вернулся в «Альбасете» в середине сезона 2010/2011, заменив уволенного Антонио Кальдерона. Он оставил пост главного тренера спустя всего полтора месяца после своего назначения, а команда по итогам чемпионата впервые за 21 год вылетела в Сегунду B.
После двух лет отсутствия в футболе 13 июля 2013 года Видаль возглавил клуб Терсеры «Херес», когда тот находился в разгаре серьёзных экономических проблем. Видаль ушёл оттуда менее чем через месяц и продолжил работать в низших лигах.
В апреле 2017 года Видаль возглавил команду Сегунды B «Лоркe», которая под его рукодством в следующем месяце сумела выйти в Сегунду, оказавшись сильней «Альбасете» в матчах плей-офф. Однако уже 5 июня его контракт с «Лоркой» не был продлён.
20 июня 2019 года, после почти двух лет без работы, Видаль был назначен главным тренером мурсийского «Расинга», выступавшего в региональной лиге. В октябре 2020 года он оставил этот пост по личным причинам.

## Достижения

### Тренерские
Мурсия
- Второй дивизион: 2002/2003[14]